# Gramática de Cabeça
Gramática de Cabeça (GC) é um formalismo gramatical introduzido por Carl Pollard (1984) como uma extensão da classe das Gramáticas Livres do Contexto. Gramática de Cabeça é então um tipo de gramática de estrutura frasal, oposto a gramáticas de dependência. A classe das gramáticas de cabeça é um subconjunto das Gramáticas livres do contexto generalizadas.
Uma forma típica de definir gramáticas de cabeça é trocar as cadeias terminais de Gramáticas Livres do Contexto por cadeias terminais indexadas, onde o índice denota a palavra "cabeça" da cadeia. Assim, por exemplo, uma regra livre do contexto como {\displaystyle A\to abc} pode ser, ao invés, {\displaystyle A\to (abc,0)}, onde o terminal 0, o "a", é a cabeça da cadeia terminal restante. Para conveniência de notação, tal regra poderia ser escrita apenas como a cadeia terminal, com o terminal cabeça denotado com alguma marca, como em {\displaystyle A\to {\widehat {a}}bc}.
Duas operações fundamentais são então adicionadas a todas as regras de reescrita: empacotamento e concatenação.

## Operações em cadeias encabeçadas

### Empacotamento
Empacotamento é uma operação em duas cadeias encabeçadas definidas da seguinte forma:
Sejam {\displaystyle \alpha {\widehat {x}}\beta } e {\displaystyle \gamma {\widehat {y}}\delta } cadeias terminais encabeçadas por  x and y, respectivamente.
{\displaystyle w(\alpha {\widehat {x}}\beta ,\gamma {\widehat {y}}\delta )=\alpha x\gamma {\widehat {y}}\delta \beta }

### Concatenação
Concatenação é a família de operações em n > 0 cadeias, definida para n = 1, 2, 3 como segue:
Sejam {\displaystyle \alpha {\widehat {x}}\beta }, {\displaystyle \gamma {\widehat {y}}\delta }, e {\displaystyle \zeta {\widehat {z}}\eta } cadeias terminais encabeçadas por x, y, e z, respectivamente.
{\displaystyle c_{1,0}(\alpha {\widehat {x}}\beta )=\alpha {\widehat {x}}\beta }
{\displaystyle c_{2,0}(\alpha {\widehat {x}}\beta ,\gamma {\widehat {y}}\delta )=\alpha {\widehat {x}}\beta \gamma y\delta }
{\displaystyle c_{2,1}(\alpha {\widehat {x}}\beta ,\gamma {\widehat {y}}\delta )=\alpha x\beta \gamma {\widehat {y}}\delta }
{\displaystyle c_{3,0}(\alpha {\widehat {x}}\beta ,\gamma {\widehat {y}}\delta ,\zeta {\widehat {z}}\eta )=\alpha {\widehat {x}}\beta \gamma y\delta \zeta z\eta }
{\displaystyle c_{3,1}(\alpha {\widehat {x}}\beta ,\gamma {\widehat {y}}\delta ,\zeta {\widehat {z}}\eta )=\alpha x\beta \gamma {\widehat {y}}\delta \zeta z\eta }
{\displaystyle c_{3,2}(\alpha {\widehat {x}}\beta ,\gamma {\widehat {y}}\delta ,\zeta {\widehat {z}}\eta )=\alpha x\beta \gamma y\delta \zeta {\widehat {z}}\eta }
E assim sucessivamente para  {\displaystyle c_{m,n}:0\leq n<m}. É possível obter o padrão simplesmente como "concatenar algum número de cadeias terminais 'm' com a cabeça de cadeia 'n', designada como a cabeça da cadeia resultante".

### Forma das regras
Regras nas Gramáticas de Cabeça são definidas em termos dessas duas operações, com regras em um dos formatos
{\displaystyle X\to w(\alpha ,\beta )}
{\displaystyle X\to c_{m,n}(\alpha ,\beta ,...)}
onde {\displaystyle \alpha }, {\displaystyle \beta }, ... são cada uma um símbolo terminal ou um símbolo não terminal.

## Examplo
Gramáticas de Cabeça são capazes de gerar a linguagem {\displaystyle \{a^{n}b^{n}c^{n}d^{n}:n\geq 0\}}. Nós podemos definir a gramática assim:
{\displaystyle S\to c_{1,0}({\widehat {\epsilon }})}
{\displaystyle S\to c_{3,1}({\widehat {a}},T,{\widehat {d}})}
{\displaystyle T\to w(S,{\widehat {b}}c)}
A derivação para "abcd" é, então:
{\displaystyle S}
{\displaystyle c_{3,1}({\widehat {a}},T,{\widehat {d}})}
{\displaystyle c_{3,1}({\widehat {a}},w(S,{\widehat {b}}c),{\widehat {d}})}
{\displaystyle c_{3,1}({\widehat {a}},w(c_{1,0}({\widehat {\epsilon }}),{\widehat {b}}c),{\widehat {d}})}
{\displaystyle c_{3,1}({\widehat {a}},w({\widehat {\epsilon }},{\widehat {b}}c),{\widehat {d}})}
{\displaystyle c_{3,1}({\widehat {a}},{\widehat {b}}c,{\widehat {d}})}
{\displaystyle a{\widehat {b}}cd}
E para "aabbccdd":
{\displaystyle S}
{\displaystyle c_{3,1}({\widehat {a}},T,{\widehat {d}})}
{\displaystyle c_{3,1}({\widehat {a}},w(S,{\widehat {b}}c),{\widehat {d}})}
{\displaystyle c_{3,1}({\widehat {a}},w(c_{3,1}({\widehat {a}},T,{\widehat {d}}),{\widehat {b}}c),{\widehat {d}})}
{\displaystyle c_{3,1}({\widehat {a}},w(c_{3,1}({\widehat {a}},w(S,{\widehat {b}}c),{\widehat {d}}),{\widehat {b}}c),{\widehat {d}})}
{\displaystyle c_{3,1}({\widehat {a}},w(c_{3,1}({\widehat {a}},w(c_{1,0}({\widehat {\epsilon }}),{\widehat {b}}c),{\widehat {d}}),{\widehat {b}}c),{\widehat {d}})}
{\displaystyle c_{3,1}({\widehat {a}},w(c_{3,1}({\widehat {a}},w({\widehat {\epsilon }},{\widehat {b}}c),{\widehat {d}}),{\widehat {b}}c),{\widehat {d}})}
{\displaystyle c_{3,1}({\widehat {a}},w(c_{3,1}({\widehat {a}},{\widehat {b}}c,{\widehat {d}}),{\widehat {b}}c),{\widehat {d}})}
{\displaystyle c_{3,1}({\widehat {a}},w(a{\widehat {b}}cd,{\widehat {b}}c),{\widehat {d}})}
{\displaystyle c_{3,1}({\widehat {a}},ab{\widehat {b}}ccd,{\widehat {d}})}
{\displaystyle aab{\widehat {b}}ccdd}

## Propriedades formais

### Equivalências
Vijay-Shanker e Weir (1994) demonstra que Gramáticas Lineares Indexadas, Gramáticas Categóricas Combinatórias, Gramática contígua de árvore, e Gramáticas de Cabeça são formalismos fracamente equivalentes, de maneira que eles todos definem as mesmas linguagens de cadeias.